# Avremesnil
Avremesnil település Franciaországban, Seine-Maritime megyében. Lakosainak száma 1000 fő (2022. január 1.). Avremesnil Ambrumesnil, Le Bourg-Dun, Gueures, Saint-Denis-d’Aclon, Saint-Pierre-le-Vieux és Longueil községekkel határos.

## Népesség
A település népességének változása:
| Lakosok száma | 1025 | 1024 | 1042 | 1016 | 1013 | 1011 | 1008 | 1006 | 1000 |
|               | 2013 | 2015 | 2016 | 2017 | 2018 | 2019 | 2020 | 2021 | 2022 |